# Остаточная шизофрения
Оста́точная шизофрени́я (или резидуа́льная шизофрени́я) — хроническая форма шизофрении, при которой наблюдается отчётливый шизофренический дефект в течение года после психотического эпизода.

## Основная информация
В клинической картине остаточной шизофрении нет выраженных симптомов психоза. Галлюцинации, иллюзии, бред и кататонические расстройства могут присутствовать в рудиментарном, незначительном виде, при этом они не сопровождаются яркими эмоциональными переживаниями. Типичны аффективное уплощение и социальная изоляция. Мышление неясное и нелогичное, а речь часто бедна или перегружена сложными выражениями.
Поведение больного остаточной шизофрении может быть довольно эксцентричным и может не совпадать с нормами общества: разговоры с самим собой в присутствии посторонних, бродяжничество, сбор мусора (патологическое накопительство), недостаточное внимание к личной гигиене. Достаточно часто встречаются странные убеждения, вера в телепатию или суеверия, сверхценные идеи.
Изменения личности после перенесённого психоза характеризуются «нажитой» шизоидизацией и психической слабостью, которая проявляется в виде повышенной утомляемости, пассивности, ранимости и чувстве неуверенности.
Резидуальная шизофрения встречается довольно редко. По исследованию А. Б. Смулевича с соавторами (2006), среди всех пациентов психоневрологического диспансера только 2,9 % случаев с диагнозом «остаточная ремиссия».

## Диагноз

### МКБ-10

#### Критерии остаточной шизофрении по МКБ-10
Для постановки диагноза по международной классификации болезней 10-го пересмотра необходимо соответствие следующим критериям:

A. Состояние должно в прошлом соответствовать общим для шизофрении критериям, не выявляемым уже в момент обследования.
B. Кроме этого, в течение последнего года должно присутствовать не менее 4 из следующих негативных симптомов:
1. психомоторная заторможенность или сниженная активность;
2. отчётливое уплощение аффекта;
3. пассивность и снижение инициативы;
4. обеднение объёма и содержания речи;
5. снижение выразительности невербальной коммуникации, проявляющееся в мимике, зрительном контакте, модуляциях голоса, жестах;
6. снижение социальной продуктивности и внимания к внешнему виду.

Должны отсутствовать органические поражения мозга, деменция; признаки госпитализма, хроническая депрессия, которые могли бы объяснить наличие негативных симптомов.
Включаются:
- хроническая недифференцированная шизофрения
- шизофреническое резидуальное состояние

#### Кодификация ремиссии в МКБ-10
В МКБ-10 ремиссия обозначается следующими кодами:
- F20.504 Остаточная шизофрения, непрерывный тип течения, неполная ремиссия
- F20.506 Остаточная шизофрения, непрерывный тип течения, отсутствие ремиссии
- F20.514 Остаточная шизофрения, эпизодический тип течения с нарастающим дефектом, неполная ремиссия
- F20.518 Остаточная шизофрения, эпизодический тип течения с нарастающим дефектом, другой тип ремиссии
- F20.519 Остаточная шизофрения, эпизодический тип течения с нарастающим дефектом, ремиссия без дополнительных уточнений
- F20.524 Остаточная шизофрения, эпизодический тип течения со стабильным дефектом, неполная ремиссия
- F20.528 Остаточная шизофрения, эпизодический тип течения со стабильным дефектом, другой тип ремиссии
- F20.529 Остаточная шизофрения, эпизодический тип течения со стабильным дефектом, ремиссия без дополнительных уточнений
- F20.588 Остаточная шизофрения, другой тип течения, другой тип ремиссии
- F20.589 Остаточная шизофрения, другой тип течения, ремиссия без дополнительных уточнений

Период наблюдения менее года обозначается кодом F20.59.

### DSM

#### Критерии остаточной шизофрении по DSM-IV-TR
Диагноз резидуального типа шизофрении (295.60) в DSM-IV-TR ставился при соответствии следующим критериям:

- отсутствие бреда и галлюцинаций, дезорганизованной речи и чрезвычайно дезорганизованного или кататонического поведения;
- наличие негативных симптомов шизофрении или 2 или более симптомов, перечисленных в критерии А шизофрении, представленных в ослабленной форме (например, странные убеждения или необычный перцептивный опыт).

Оригинальный текст (англ.)
- A. Absence of prominent delusions, hallucinations, disorganized speech, and grossly disorganized or catatonic behavior.
- B. There is continuing evidence of the disturbance, as indicated by the presence of negative symptoms or two or more symptoms listed in Criterion A for Schizophrenia, present in an attenuated form (e. g., odd beliefs, unusual perceptual experiences).

#### DSM-5
В DSM-5 американская психиатрическая ассоциация убрала подтипы шизофрении из-за их «ограниченной диагностической стабильности, низкой надёжности и плохой валидности».

## Терапия
При лечении резидуальной шизофрении используются малые стимулирующие дозы нейролептических средств, флуоксетин, ноотропы, групповая психотерапия:162.